# Kontešići
Kontešići is een plaats in de gemeente Vrsar in de Kroatische provincie Istrië. De plaats telt 12 inwoners (2001).